# VIIe gouvernement constitutionnel de Sao Tomé-et-Principe
République démocratique de Sao Tomé-et-Principe
Initiative présidentielle VIIIe
Le VIIe gouvernement constitutionnel de Sao Tomé-et-Principe (en portugais : VIIe Governo Constitucional de São Tomé e Príncipe) est le septième gouvernement de Sao Tomé-et-Principe. Il est en fonction du 28 mars 2002 au 3 octobre 2002, sous le Premier ministre Gabriel Costa, pour qui il s'agit de son premier gouvernement, et du président de la République Fradique de Menezes.

## Composition
Le gouvernement réunit l'ensemble des partis représentés à l'Assemblée nationale après les élections législatives. Le Mouvement pour la libération de Sao Tomé-et-Principe – Parti social-démocrate et la coalition Mouvement pour les forces de changement démocratique-Parti de convergence démocratique (ADI) en sont sortis gagnants avec respectivement 24 et 23 sièges. La coalition Uê Kédadji (UK), dont fait partie le parti présidentiel Action démocratique indépendante (ADI), n'obtient que huit sièges.
Le VIIe gouvernement constitutionnel est constitué par onze ministres — dont cinq femmes — membres de ces trois organisations en proportion de leurs résultats. L'ADI est représenté par deux ministres, qui ne représentent l'UK que jusqu'au mois d'août 2002, date à laquelle l'ADI quitte la coalition. L'Uê Kédadji est elle représentée par quatre ministres.

### Chef du gouvernement
- Premier ministre : Gabriel Costa

### Ministres
- Ministre de la Défense : Victor Monteiro[2]
- Ministre des Affaires étrangères et de la Coopération : Alda Bandeira[4] (PCD-GR)
- Ministre de la Justice, de la Réforme de l'État et de l'Administration publique : Alda Alves Melo dos Santos[4]
- Ministre du Travail : Damião Vaz d'Almeida (MLSTP-PSD)[1]
- Ministre du Commerce, de l'Industrie et du Tourisme : Maria das Neves[4] (MLSTP-PSD)[5]
- Ministre de la Planification et des Finances : Maria Tebús[4] (PCD-GR)[6]
- Ministre de l'Éducation et de la Culture : Fernanda Pontífice[4] (PCD-GR)[7]

## Conflits internes
Lorsque l'Action démocratique indépendante quitte l'Uê Kédadji au mois d'août, les quatre ministres membres de la coalition UK demandent que les deux ministres de l'ADI soient démis de leurs fonctions, en vain.
En septembre 2002, un membre du Conseil suprême de la défense accuse le Président de la République Fradique de Menezes d'avoir promu illégalement le ministre de la Défense Victor Monteiro au rang de lieutenant-colonel. Monteiro dément ces accusations, mais Gabriel Costa déclare ne plus pouvoir travailler avec son ministre de la Défense. Victor Monteiro démissionne le 26 septembre, et le lendemain le gouvernement est limogé par le président, ce dernier expliquant que le conflit avait provoqué une instabilité politique. Le Premier ministre l'accuse en retour d'avoir enfreint la Constitution en ayant signé un document qui nuirait aux pouvoir constitutionnels du gouvernement. Le VIIe gouvernement reste en place jusqu'au 3 octobre, jour de la nomination de la nouvelle Première ministre, Maria das Neves,.

## Parité femmes-hommes
Le gouvernement est composé de 9 hommes et 5 femmes. Le nombre de femmes ministres, qui sera reconduit, est du jamais-vu.